# Episodi de Le avventure di Sarah Jane (seconda stagione)
La seconda stagione della serie televisiva britannica Le avventure di Sarah Jane è andata in onda su CBBC dal 29 settembre all'8 dicembre 2008.
Uno speciale è andato in onda durante la maratona di beneficenza Comic Relief il 13 marzo 2009. In Italia è inedita.
| nº | Titolo originale                           | Titolo italiano | Prima TV UK       | Prima TV Italia |
| -- | ------------------------------------------ | --------------- | ----------------- | --------------- |
| 1  | The Last Sontaran, Part 1                  |                 | 29 settembre 2008 |                 |
| 2  | The Last Sontaran, Part 2                  |                 | 29 settembre 2008 |                 |
| 3  | The Day of the Clown, Part 1               |                 | 6 ottobre 2008    |                 |
| 4  | The Day of the Clown, Part 2               |                 | 13 ottobre 2008   |                 |
| 5  | Secret of the Stars, Part 1                |                 | 20 ottobre 2008   |                 |
| 6  | Secret of the Stars, Part 2                |                 | 27 ottobre 2008   |                 |
| 7  | The Mark of the Berserker, Part 1          |                 | 3 novembre 2008   |                 |
| 8  | The Mark of the Berserker, Part 2          |                 | 10 novembre 2008  |                 |
| 9  | The Temptation of Sarah Jane Smith, Part 1 |                 | 17 novembre 2008  |                 |
| 10 | The Temptation of Sarah Jane Smith, Part 2 |                 | 24 novembre 2008  |                 |
| 11 | Enemy of the Bane, Part 1                  |                 | 1º dicembre 2008  |                 |
| 12 | Enemy of the Bane, Part 2                  |                 | 8 dicembre 2008   |                 |
| 13 | From Raxacoricofallapatorius with Love     |                 | 13 marzo 2009     |                 |